# 20096 Shiraishiakihiko
20096 Shiraishiakihiko este o planetă minoră (asteroid), cu un diametru de 8,228 km, din centura de asteroizi. A fost descoperită pe 2 octombrie 1994 la Kitami Observatory⁠(d) de Kin Endate. 
Obiectul prezintă o orbită caracterizată de o semiaxă mare de 3,0628769 UAi, o excentricitate de 0,06, o înclinație de 10,03573 ° în raport cu ecliptica.